# Ella Alexandrowna Pamfilowa

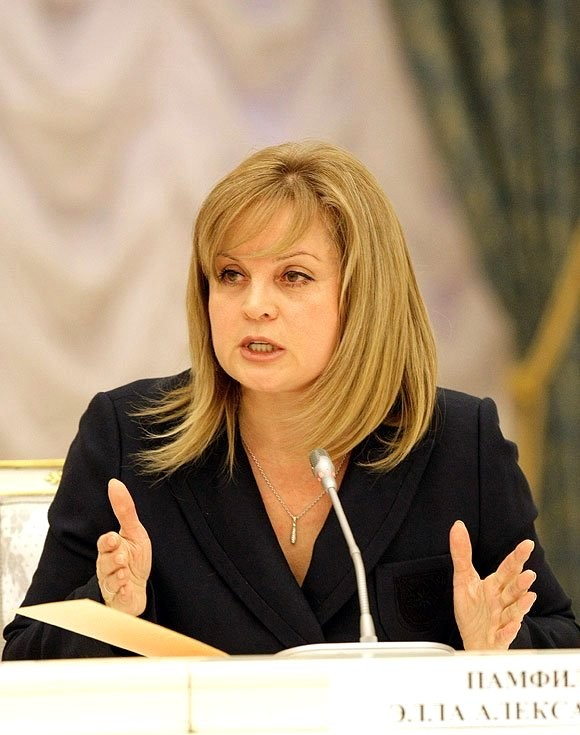
Ella Alexandrowna Pamfilowa, 2009

Ella Alexandrowna Pamfilowa (russisch Элла Александровна Памфилова, wiss. Transliteration Ėlla Aleksandrovna Pamfilova; * 12. September 1953 in Olmaliq, Usbekische Sozialistische Sowjetrepublik) ist eine russische Politikerin und seit dem 28. März 2016 Vorsitzende der  Zentralen Wahlkommission der Russischen Föderation.
Sie war von Juli 2002 bis Juli 2010 zuerst Vorsitzende der Menschenrechtskommission, dann des vom damaligen Präsidenten Wladimir Putin gegründeten Menschenrechtsrates beim russischen Präsidenten. Von März 2014 bis 2. Mai 2016 war sie Menschenrechtsbeauftragte in Russland.

## Leben
Ella Pamfilowa wurde in Olmaliq geboren und studierte von 1970 bis 1976 Elektrotechnik und Elektronik am Institut für Energiewirtschaft Moskau.

## Politische Karriere
Nach ihrem Studienabschluss war Ella Pamfilowa von 1976 bis 1989 Meister und Verfahrensingenieur sowie Vorsitzende des Gewerkschaftskomitees im Energieversorgungsunternehmen Mosenergo. Während der Perestroika wurde sie 1985 Mitglied der KPdSU. Seit 1990 ist Pamfilowa parteilos. Von 1989 bis 1991 war sie Volksdelegierte und Mitglied des Obersten Sowjets der UdSSR im Ausschuss für Umwelt und Bewirtschaftung natürlicher Ressourcen und in der Kommission zur Bekämpfung der Korruption. Unter Boris Jelzin bekleidete Pamfilowa in den Jahren 1991 bis 1994 das Amt der Ministerin für Sozialfürsorge der Russischen Föderation. Pamfilowa wurde 1993 zur Abgeordneten in der Staatsduma für die Region Kaluga und 1994 zur Vorsitzenden des Öffentlichen Rates zur Sozialpolitik des Präsidenten der Russischen Föderation gewählt. Seit 1996 ist sie Leiterin der Nichtregierungsorganisation „Für ein gesundes Russland“. Im Jahr 1999 wurde sie aus der Staatsduma abgewählt. 2000 kandidierte Ella Pamfilowa als erste Frau in der Geschichte Russlands für das Präsidentenamt und erhielt 1,01 Prozent der Stimmen. Im April desselben Jahres wurde Pamfilowa Mitglied der Öffentlichen unabhängigen Kommission zur Untersuchung von Verbrechen und zum Schutz der Menschenrechte im Nordkaukasus. Im Juli 2002 erfolgte ihre Ernennung zur Vorsitzenden der Menschenrechtskommission beim Präsidenten der Russischen Föderation.

## Vorsitzende des Ratsgremiums für Menschenrechte und Entwicklung der Zivilgesellschaft
Von November 2004 bis 30. Juli 2010 war Ella Pamfilowa Vorsitzende des vom damaligen Präsidenten Wladimir Putin gegründeten Ratsgremiums für Menschenrechte und Entwicklung der Zivilgesellschaft. Pamfilowa legte sich dabei immer wieder mit regierungstreuen Kräften an und kritisierte mit scharfen Worten die Anhänger der Partei Einiges Russland von Regierungschef Wladimir Putin. Zuletzt kritisierte sie die Putin-treue Jugendorganisation Naschi, die in einem Sommerlager am Seligersee Bilder mit den Köpfen von Menschenrechtlern und Regierungskritikern symbolisch auf Pfähle gespießt und diese Kräfte als Verräter Russlands kritisiert hatte.
Nach ihrem Rücktritt erklärte Ella Pamfilowa, niemand habe sie dazu gedrängt. Ihr Rücktritt erfolgte allerdings genau einen Tag nach Inkrafttreten des umstrittenen Gesetzes zur Ausweitung der Macht des Inlandsgeheimdienstes, der nun schon bei bloßem Verdacht auf ein mögliches Verbrechen offiziell Verwarnungen aussprechen kann. Pamfilowa hatte Präsident Medwedew im Juni aufgefordert, die Rechte des FSB nicht zu erweitern.
2014 wurde sie von Präsident Putin für das Amt der Menschenrechtsbeauftragten vorgeschlagen und von der Staatsduma bestätigt. Im Mai 2016 wurde sie von Tatjana Moskalkowa abgelöst, die im Gegensatz zu Pamfilowa als konservativ und regierungstreu gilt.

## Leiterin der Wahlkommission
Am 28. März 2016 wurde Pamfilowa zur Leiterin der Zentralen Wahlkommission ernannt.

## Auszeichnungen
- Dr. Friedrich Joseph Haass-Preis (2011)

## Familie
Ella Pamfilowa ist geschieden. Sie hat eine Tochter (Tatjana, geb. 1977) und eine Enkelin (Irina, geb. 1999).